# Thorectinae
Thorectinae Bergquist, 1978 è una sottofamiglia di spugne della famiglia Thorectidae (ordine Dictyoceratida).

## Tassonomia
Comprende i seguenti generi:
- Aplysinopsis Lendenfeld, 1888
- Cacospongia Schmidt, 1862
- Collospongia Bergquist, Cambie e Kernan, 1990
- Dactylospongia Bergquist, 1965
- Fascaplysinopsis Bergquist, 1980
- Fasciospongia Burton, 1934 (sin.: Stelospongia, Stelospongos, Stelospongus)
- Fenestraspongia Bergquist, 1980
- Hyrtios Duchassaing e Michelotti, 1864 (sin.: Duriella, Dysideopsis, Heteronema, Oligoceras, Thorectopsamma)
- Luffariella Thiele, 1899
- Narrabeena Cook e Bergquist, 2002
- Petrosaspongia Bergquist, 1995
- Scalarispongia Cook e Bergquist, 2000
- Semitaspongia Cook e Bergquist, 2000
- Smenospongia Wiedenmayer, 1977
- Taonura Carter, 1882
- Thorecta Lendenfeld, 1888 (sin.: Antheroplax, Geelongia)
- Thorectandra Lendenfeld, 1889 (sin.: Halispongia)
- Thorectaxia Pulitzer-Finali e Pronzato, 1999